# Suisse aux Jeux européens
Cet article contient des informations sur la participation et les résultats de la Suisse aux Jeux européens.
La Suisse a participé à tous les Jeux européens depuis la première édition de 2015 et a toujours ramené des médailles.

## Histoire
En décembre 2012, Swiss Olympic s'oppose au lancement des Jeux européens.

## Bilan général

### Par année
| Edition | Année | Ville    | Pays        | Médaille d'or, Europe | Médaille d'argent, Europe | Médaille de bronze, Europe | Total             | Rang              |
| 1e      | 2015  | Bakou    | Azerbaïdjan | 7                     | 4                         | 4                          | 15                | 13e               |
| 2e      | 2019  | Minsk    | Biélorussie | 3                     | 3                         | 4                          | 10                | 18e               |
| 3e      | 2023  | Cracovie | Pologne     | 7                     | 5                         | 12                         | 24                | 13e               |
| 4e      | 2027  | Istanbul | Turquie     | Évènement à venir     | Évènement à venir         | Évènement à venir          | Évènement à venir | Évènement à venir |